# Ga Indeogwon
Ga Indeogwon là ga tàu điện nằm trên Tuyến Gwacheon nằm ở Gwanyang-dong, Dongan-gu, Anyang tại Indeogwon-sageori. Do nhà ga tương đối gần Poil-dong thành phố lân cận của Uiwang, một số người từ quận gần đó cũng sử dụng ga này, và ở đây có chuyến xe buýt có thể truy cập thông qua lối thoát số 2 nối nhà ga đến Pangyo, Seongnam.

## Bố trí ga
| ↑ Khu phức hợp Chính phủ Gwacheon |
| \| ２                             |
| Pyeongchon ↓                      |

| １ | ● Tuyến 4 | ← Hướng đi Jinjeop |
| ２ | ● Tuyến 4 | → Hướng đi Oido →  |